# Ferrari Enzo Ferrari

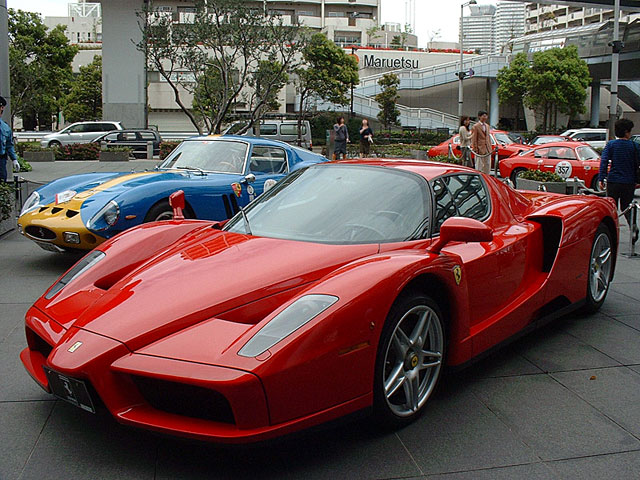
Ferrari Enzo Ferrari

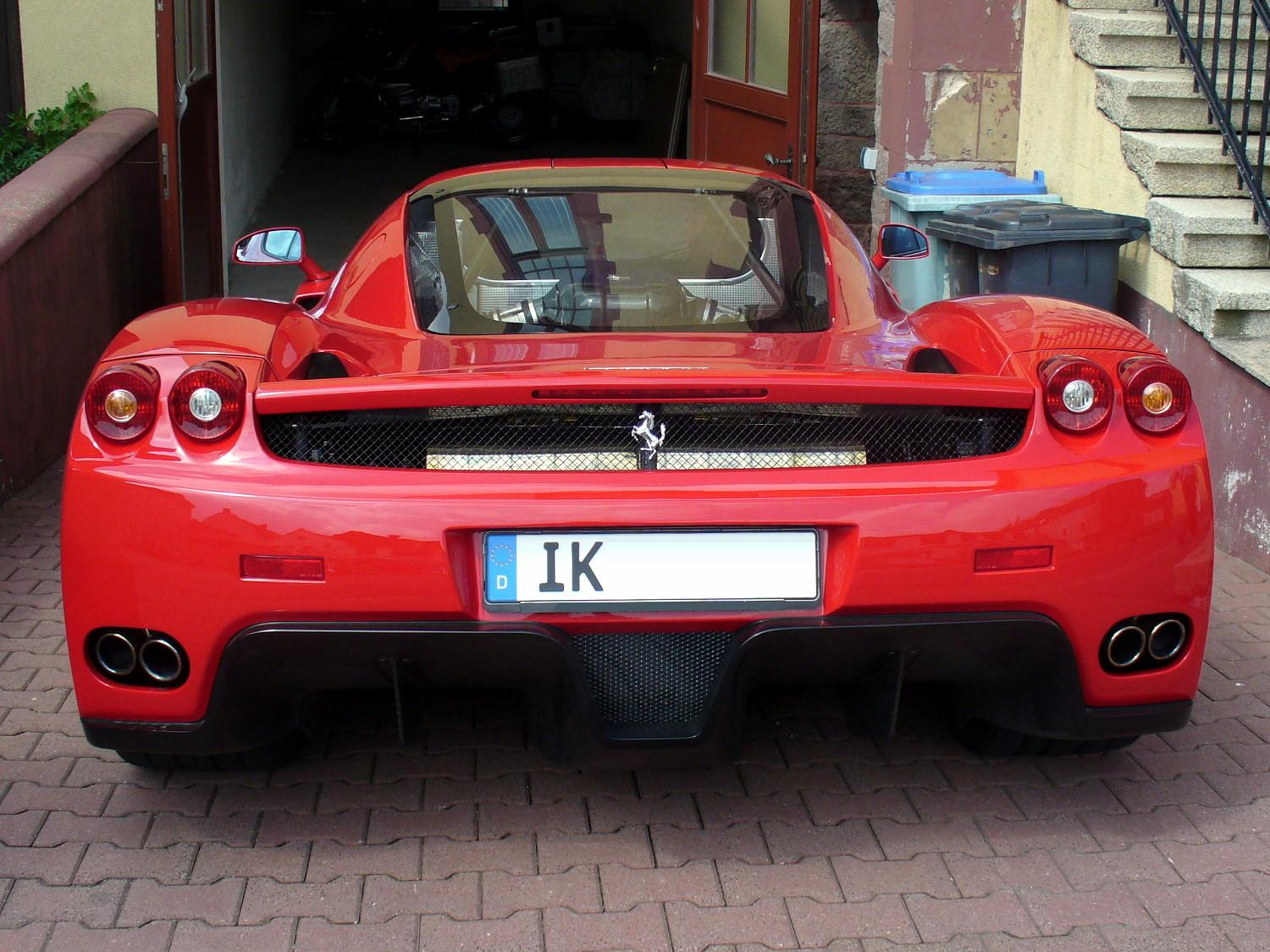
Bakifrån

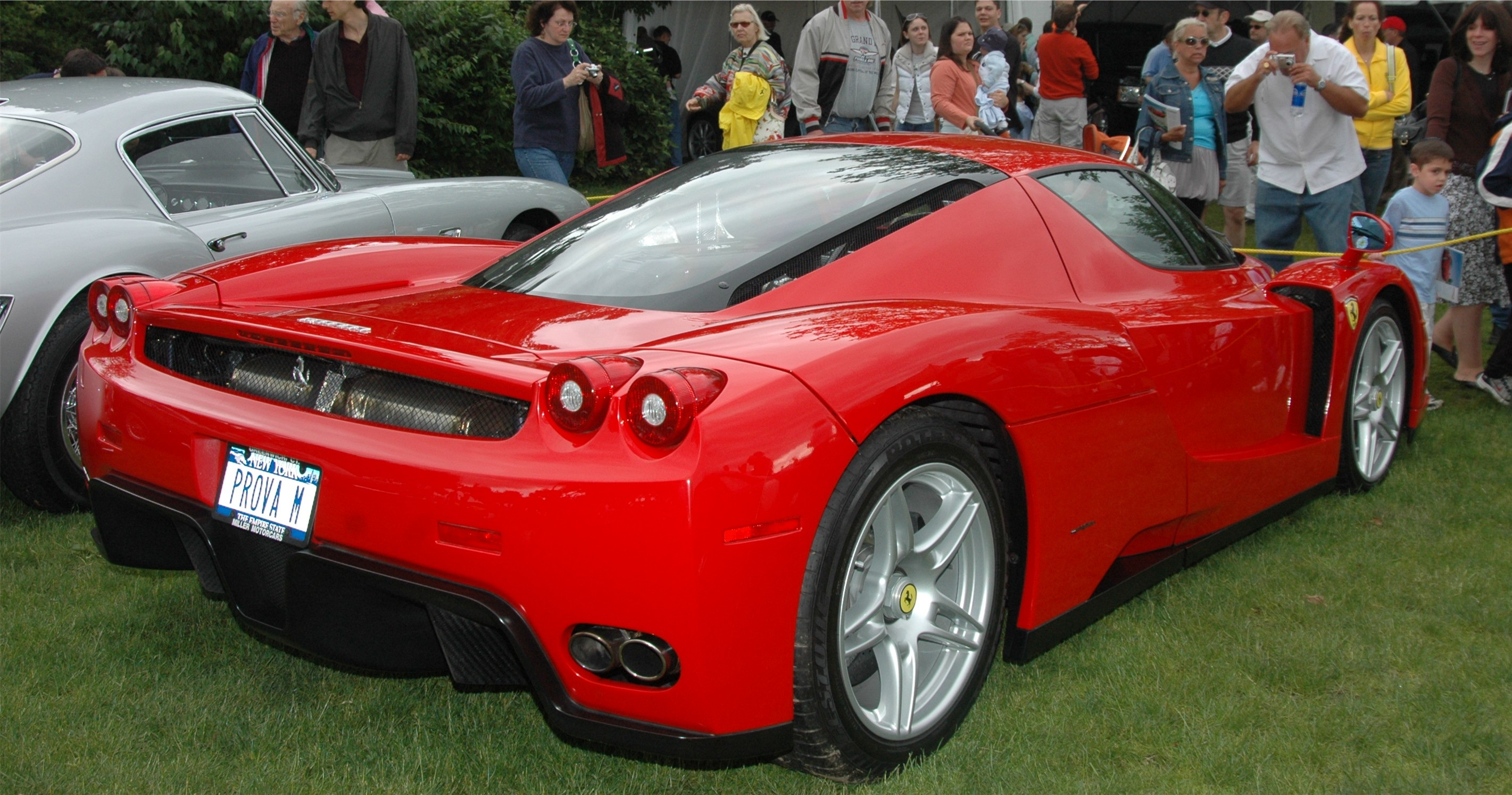
Snett bakifrån

Ferrari Enzo Ferrari är en sportbil från italienska Ferrari. Modellen är namngiven efter Ferraris grundare Enzo Ferrari, och är prestandamässigt en av företagets mest extrema gatubilar någonsin.
Enzo Ferrari tillverkades först i 349 exemplar. Alla 349 bilar såldes innan Ferrari ens påbörjat produktionen. Då efterfrågan fortfarande var stor så bestämde Ferrari att tillverka 50 till vilket gjorde det till 399 exemplar. Det 400:e exemplaret auktionerades och pengarna användes för att hjälpa dem som drabbades av Tsunami-katastrofen 2004.
Ferrari Enzos konstruktion är sådan att fordonet har mycket gemensamt med Formel 1-bilar, till exempel en kolfiberkaross, sekventiell 7-stegad växellåda (med 120 ms växlingstid) och speciella keramiska skivbromsar. 

## Tekniska data

### Motor
- Typ: V12, 12 cylinder, direkt bränsleinsprutning

### Prestanda
- Toppfart: cirka 355 km/h
- 0–100 km/h: 3,1 sekunder
- Motor: 12 cylindrar, 5 998 cc
- Motorstyrka: cirka 660 hk vid 7800 rpm
- Aerodynamik: genererar 775 kilo marktryck vid 300 km/h resp 334 kilo marktryck vid 200 km/h
- Däck: Specialtillverkade av Bridgestone
- Bromsar: Brembo av F1-typ
- Växling: 8 stegs semi-automatisk växellåda med 120 ms växlingstid

### Övrigt
- Vikt: 1155 kg
- Bensintank: 56 liter
- Nypris: £600 000 - £1 200 000 / 8 400 000 - 16 800 000 SEK
- Begagnat cirkapris: £1500000 - £2500000 / 19 875 000- 33 125 000SEK